# Mas Pujals (Arbúcies)
El Mas Pujals és una masia d'Arbúcies (Selva) inclosa a l'Inventari del Patrimoni Arquitectònic de Catalunya.

## Descripció
L'edifici és una antiga masia de tres plantes i vessants a laterals, d'orígens més reculats, però que pertany a una reforma del segle xix. Actualment es troba envoltada d'altres cases i xalets, situada al capdamunt de la urbanització de Pujals, al nord est del nucli urbà, a 320 m d'altitud.
Les obertures de la façana principal i la lateral, són rectangulars amb brancals i llinda de pedra monolítica. Destaca la balconada de ferro forjat amb decoracions geomètriques que ocupa el llarg de les dues façanes, essent el canto rodó en el xamfrà. Damunt la porta principal, amb ferro i a la barana, hi ha la inscripció “A. P 1867”, any en què es restaurà el mas. Les inicials corresponen a Amparo Pujals, antiga propietària que donà nom a la casa. En aquesta façana es conserva també el rellotge de sol gravat a la paret, força malmès i de forma ovalada.
A la part dreta, hi ha la masoveria, adossada a la casa. És de dues plantes i el parament és arrebossat només al pis de dalt, mentre que a la planta baixa es veu la pedra. Destaca una obertura amb arc rebaixat, envoltat de pedra i hi ha una finestra de rajol amb llinda de fusta, segurament de nova construcció. Actualment aquest espai s'utilitza de magatzem per a guardar les eines.

## Història
La primera notícia històrica data de 1355. Tot seguit al 1497 i 1515 apareix en els Fogatges de la Batllia de n'Orri. Més endavant en un capbreu del monestir de Sant Marçal de l'any 1555, Francesc Pujals i Pere Climent Pujals, el seu fill, senyors del mas Pujals d'Arbúcies, confessen tenir la batllia de sac d'Arbúcies. I en un precari de 1610 Jaume Pujals tenia la mateixa batllia de sac.
Documentat en el Cadastre de 1743 i de 1800, també apareix en el llistat de les cases dels veïnats de pagès elaborat pel rector al 1826.
Juli Serra en el recorregut que fa pel Montseny també el cita, es tracta d'un document del 1890. En el padró de 1883 hi consta una família d'onze membres, i que l'any 1940 hi habitaven quatre persones
En l'amillarament de 1935 Maria Ampar Pujals Aragay declara els límits de la finca: a orient amb el mas Fogueres del Molí i terrenys de Manuel García, a migdia amb honors de Miquel Pujol i la Riera Xica, Joquim Rovira i altres, a ponent amb terres de Ignasi Aymerich i Quirze Bergit, a nord amb la riera de Ridecós, mas Aulet, Quirze Camps, Josep Gelpí i Antoni Oliu.
Durant la Guerra Civil Espanyola els arxius i l'interior de la casa es van cremar, essent objecte d'una important restauració.